# آمرلی (مجموعه نمایش خانگی)
آمرلی مجموعهٔ نمایش خانگی ایرانی به کارگردانی احمد ابراهیم احمد اهل سوریه و تهیه‌کنندگی امیرمهدی پوروزیری محصول سال ۱۴۰۲ است که به صورت اختصاصی توسط شبکهٔ نمایش خانگی فیلم نت پخش شد. به جز کارگردان سوری این مجموعه تلویزیونی باقی عوامل اصلی گروه تولید آن ایرانی هستند. بازیگران اصلی آن مصطفی زمانی، ناریمان الصالحی و رامز اسود می‌باشند.

## خلاصه داستان
آمرلی داستان عاشقانه یک خبرنگار عراقی برای یافتن راز زندگی‌اش در یک موقعیت جنگی است